# Johann Baptist Streicher
Johann Baptist Streicher (ur. 3 stycznia 1796 w Wiedniu, zm. 28 marca 1871 tamże) – austriacki twórca fortepianów. Rzemiosła pianistycznego nauczył się od swoich rodziców i został wspólnikiem w firmie w 1823 r. Johannes Brahms, właściciel fortepianu Streichera i słynny kompozytor, powiedział kiedyś w swoim liście do niemieckiej pianistki Clary Schumann, że „Tam [na moim Streicherze] zawsze wiem dokładnie, co piszę i dlaczego piszę w dany sposób, a nie inny”.
Syn Streichera, Emil, sprzedał rodzinny interes w 1896 roku braciom Stingl.
Współczesny budowniczy fortepianów Paul McNulty wykonał pierwszą na świecie kopię fortepianu Streicher z 1868 r., którą Johannes Brahms otrzymał od Streichera w 1870 r. i trzymał w swoim domu aż do śmierci.